# 陕西农林职业技术大学
陕西农林职业技术大学，原名杨凌职业技术学院，位于陕西省咸阳市杨凌农业高新技术产业示范区，学院分南、西、北三个校区，占地面积1600亩，其中校园面积1000亩，校舍建筑面积40.4万平方米。2009年被教育部、财政部确定为国家示范性高职院校。
1999年9月由陕西省农业学校、水利学校和陕西省林业学校合并改制而成的省属全日制普通高等学校。学院历史可追溯至1934年于右任先生和杨虎城将军创建的国立西北农林专科学校附设高职，是中国大陆最早举办职业教育的院校之一。
学院现有全日制在校生15460名，教职工810名，其中教授33名、副教授169名，具有“双师”素质教师307名。
学院设水利工程学院、建筑工程学院、交通与测绘工程学院、经济与贸易学院、机电工程系、电子与信息工程系、旅游与管理系、生物工程系、生态环境工程系、药物工程系、动物工程系、公共课教学部等12个系部。开设有农、林、水、理、工、管、经济等七大类54个高职专业。其中水利水电建筑工程、生物技术及应用2个专业为国家级教学改革试点专业。
学院形成了园艺技术专业“季节分段、工学交替”、建筑工程技术专业“情景化、模块式”、水利水电建筑工程专业“合格+特长”等适合专业特点的人才培养模式，建成国家精品课程3门、省级精品课程13门、院级精品课程50门。近年来，学院共承担省（部）和杨凌示范区重点科研推广项目192项，先后获省部级科技成果奖16项、地厅级16项；获国家级教学成果奖2项、省级教学成果奖6项。

## 争议
2021年11月6日中午，北京时间7日凌晨，中国战队EDG夺得2021年英雄联盟全球总决赛冠军。由于中国战队此前一直被韩国战队压制，导致粉丝突然情绪爆发。当天凌晨，校内爆出一名学生将EDG的队旗悬挂在操场副杆上。后来相关教职工发文辟谣：学生仅在空旗杆放旗，并未涉及国旗。学校在11月7日晚发布通告：个别电子竞技爱好者情绪激动，在南校区校园内空置旗杆悬挂EDG队旗，学校值班人员及时发现并制止，不存在降国旗情况。但是后续在贴吧等网站出现传言，很多人猜测也许是学校护短，未予公开。相关详细情况学校正在进一步调查、核实。